# Minivet écarlate
Pericrocotus speciosus
Espèce
Statut de conservation UICN

 LC  : Préoccupation mineure
Le Minivet écarlate (Pericrocotus speciosus) est une espèce de passereaux de la famille des Campephagidae.

## Répartition et sous-espèces
Cet oiseau est répandu à travers l'écozone indomalaise.
Selon la classification de référence du Congrès ornithologique international (15.1, 2025) il se répartit en 18 sous-espèces :
- P. s. siebersi Rensch, 1928 — Java et Bali ;
- P. s. exul Wallace, 1864 — Lombok ;
- P. s. andamanensis Beavan, 1867 — îles Andaman ;
- P. s. minythomelas Oberholser, 1912 — Simeulue ;
- P. s. modiglianii Salvadori, 1892 — Enggano ;
- P. s. speciosus (Latham, 1790) — est de l'Himalaya ;
- P. s. fraterculus Swinhoe, 1910 — nord-est de l'Inde, sud de la Chine et nord de l'Indochine ;
- P. s. fohkiensis Boutourline, 1910 — sud-est de la Chine ;
- P. s. semiruber Whistler & Kinnear, 1933 — est de l'Inde et Indochine ;
- P. s. flammifer Hume, 1875 — sud de l'Indochine et nord de la péninsule Malaise ;
- P. s. xanthogaster (Raffles, 1822) — sud de la péninsule Malaise, Sumatra et îlots satellites ;
- P. s. insulanus Deignan, 1946 — Bornéo ;
- P. s. novus McGregor, 1904 — Luçon et Negros ;
- P. s. leytensis Steere, 1890 — Samar, Bohol et Leyte ;
- P. s. johnstoniae Ogilvie-Grant, 1905 — mont Apo ;
- P. s. gonzalensis Ripley & Rabor, 1961 — Mindanao (centre/nord) ;
- P. s. nigroluteus Parkes, 1981 — Mindanao (sud) ;
- P. s. marchesae Guillemard, 1885 — Jolo et Capual (archipel de Sulu) .